# Timberline Cabin
 (mars 2020).
Pour les articles homonymes, voir Timberline.
La Timberline Cabin est une cabane américaine située dans le comté de Grand, dans le Colorado. Protégée au sein du parc national de Rocky Mountain, cette structure en pierre naturelle dans le style rustique du National Park Service est inscrite au Registre national des lieux historiques depuis le 29 janvier 1988 mais est plus tard démolie.